# Kaylie Jones
Kaylie Jones, née le 5 août 1960 à Paris, est une mémorialiste et romancière américaine.

## Biographie
Kaylie Jones est la fille du romancier James Jones, lauréat du National Book Award en 1952 pour From Here to Eternity ("Tant qu'il y aura des Hommes") et de Gloria Jones, ancienne actrice et doublure de Marilyn Monroe. Elle grandit à Paris et à Sagaponack, New York. Elle est diplômée de la Wesleyan University et de la Columbia University School of the Arts.
Elle a enseigné dans les écoles publiques de New York par le biais de Teachers &amp; Writers Collaborative et a organisé un symposium au Southampton College à la mémoire de son père, décédé en 1977.
En 1998, le livre de Kaylie Jones A Soldier's Daughter Never Cries ("La Fille d'un soldat ne pleure jamais"), publié en 1990, est adapté au cinéma par James Ivory, avec Leelee Sobieski dans le rôle de Channe.
Lies My Mother Never Told Me (2009) décrit sa vie d'enfant d'un auteur célèbre et d'une mère belle, spirituelle et performante, devenue rédactrice en chef chez Doubleday avec son amie, Jacqueline Kennedy Onassis. Le cercle d'amis proches de Gloria Jones comprenait Lauren Bacall, Betty Comden, Phyllis Newman et Ellen Adler, la fille de Stella Adler. La relation de Kaylie Jones avec sa mère devient plus conflictuelle après la mort de son père.
En 2011, Kaylie Jones joue un rôle déterminant dans la publication d'une édition non censurée de From Here to Eternity,. 
Son essai, Judite, apparaît dans l'anthologie Knitting Yarns: Writers on Knitting (2013), publiée par WW Norton & Company.
Kaylie Jones a contribué à la création du programme MFA en écriture de l'Université de Long Island. Celle-ci fait maintenant partie du campus de Southampton de l'Université Stony Brook, le programme MFA en écriture étant désormais assuré à l'Université Wilkes. 
Kaylie Jones enseigne la littérature, l'autobiographie et l'écriture de fiction dans les deux universités.
Elle est mariée à Kevin Heisler. Le couple a une fille prénommée Eyrna, née en 1997.  